# بيتر هوبسون
بيتر هوبسون (بالإنجليزية: Peter Hobson)‏ (7 يونيو 1949 في ليسوتو - ) هو لاعب كريكت جنوب أفريقي. لعب مع Free State (cricket team) ‏.

## وصلات خارجية
- بيتر هوبسون على موقع إي آس بي آن كريك إنفو (الإنجليزية)